# 짱구는 못말려 극장판: 폭풍을 부르는 정글
《짱구는 못말려 극장판: 폭풍을 부르는 정글》(일본어: 映画クレヨンしんちゃん嵐を呼ぶジャングル)은 2000년 제작된 일본의 애니메이션 영화이다.
우스이 요시토의 《주간 액션》에 연재된 만화 《크레용 신짱》을 원작으로 제작된 TV시리즈 《짱구는 못말려》의 극장용 애니메이션 영화 시리즈 8편이다.
원어 제목의 아라시(嵐)는 몹시 거센 바람을 의미하는 일본의 단어이다. 폭풍우와 비슷한 개념으로 사용된다.
대한민국에서는 2001년 10월 MBC에서 재더빙하여 추석 특선만화로 방영하였다. 2008년 이후 대원방송에서 수입하고 한국식 이름과 한국어 더빙작업을 하여, 《극장판 짱구는 못말려 폭풍을 부르는 정글》이라는 이름으로 15세 이상 관람가 등급으로 챔프, 애니원, 애니박스, 채널CGV에서 방영되었다. 대원방송에서는 한국어 더빙으로 진행하였으나, 영화 내의 주제가, 오프닝, 엔딩곡 등은 방송사에 따라 원어 자막(또는 생략)으로 방영되었다.

## 줄거리
만화 '액션가면' 방송사에서 새로 나오는 극장판 신작 '남해 밀리니엄 워즈'의 시사회를 여객선에서 개최하는 파격적인 이벤트를 개최했고 단체로 오면 할인을 해준다는 말에 카스카베 방위대와 아이들의 부모들까지 모두 직장을 휴가내고 참석했다. 날이 어두워진 저녁, 액션가면 역할을 맡은 배우 고우 코타로와 함께 여객선 안 영화관에서 영화관람을 시작하는데 갑자기 영화가 잘 나오던 스크린이 꺼졌고 문이 열리더니 정체모를 원숭이 무리들이 들이닥쳤다. 원숭이들은 영화관에 앉아있던 영화배우와 스태프들을 비롯한 어른들만 골라서 데려가버렸고 그들이 완전히 사라지고 나서야 카스카베 방위대는 서둘러 영화관을 나와 여객선 곳곳을 둘러본다.
그런데 영화사람들은 말할것도 없고 여객선을 지켜야 할 승무원들, 그리고 자신들의 부모들까지도 흔적도 없이 사라져 있었다. 순식간에 멈춰벌니 여객선 안에서 버려진 신세가 된 아이들은 이러지도 저러지도 못하고 있는데 카스카베 방위대는 어른들이 끌려갈만한 곳은 여객선 건너편에 있는 정체모를 무인도밖에 없다고 여긴다. 그리고 신노스케는 부모를 데려오기 위해 여동생 히마와리를 시로에게 맡겨놓고 친구들과 배 안에 있던 구명보트를 타고 무인도로 건너갔다. 하지만 다섯살밖에 안된 어린아이들이 악어, 폭포, 더위 등의 온갖 위험이 도사리는 섬 안을 돌아다니는 건 쉬운일이 아니었다. 게다가 어떻게 알았는지 어디선가 원숭이 무리까지 급습해오는데...이 원숭이 무리를 이끄는 범인은 파라다이스 킹이라는 남자였다.이 남자는 원숭이를 길들여 부하로 삼았고 어른들도 노예로 만들려 한다. 그러나 액션가면과 탈출한 어른들의 활약으로 상황이 달라지고 섬을 탈출한다. 그러나 파라다이스 킹은 다시 왔지만 액션가면 덕분에 파라다이스 킹을 무찌르고 신영만 가족은 집으로 돌아온다.

## 등장인물
- 노하라 신노스케 (신짱구)
- 노하라 히로시 (신형만)
- 노하라 미사에 (봉미선)
- 노하라 히마와리 (신짱아)
- 카자마 토루 (철수)
- 사쿠라다 네네 (유리)
- 사토 마사오 (훈이)
- 보오 (맹구)
- 액션 가면
- 파라다이스 킹

## 캐스트
- 노하라 신노스케 - 야지마 아키코
- 노하라 히로시 - 후지와라 케이지
- 노하라 미사에 - 나라하시 미키
- 노하라 히마와리 - 코오로기 사토미
- 카자마 토루 - 마시바 마리
- 사쿠라다 네네 - 하야시 타마오
- 사토 마사오 - 이치류사이 테이유
- 보오 - 사토 치에
- 액션 가면 - 겐다 텟쇼
- 카자마 미네코 - 타마가와 사키코
- 사쿠라다 모에코 - 하기모리 쥰코
- 마사오 엄마 - 오오츠카 토모코
- 원장 선생님 - 나야 로쿠로
- 요시나가 미도리 선생님 - 타카다 유미
- 마츠다카 우메 선생님 - 토미자와 미치에
- 아게오 마스미 선생님 - 미츠이시 코토노
- 스오토메 아이 - 카와스미 아야코
- 쿠로이소 - 타치키 후미히코
- 책방 점장 - 쿄다 히사코
- 나카무라 - 키시로 사쿠라코
- 칼 손톱 료코 - 이쿠라 카즈에
- 왕사마귀 오긴 - 호시노 치즈코
- 여드름밭 마리 - 무타 아키코
- 하토가야 요시링 - 사카구치 다이스케
- 하토가야 밋치 - 쿠사치 후미에
- 노하라 긴노스케 - 마츠오 긴조
- 오오하라 나나코 - 사유리
- 소메타니 - 오카노 코스케
- 키타가스카베 박사 - 마스오카 히로시
- 사쿠라 미미코 - 코자쿠라 에츠코
- TV나레이터 - 이토 미키
- 선장 - 토쿠마루 칸
- 항해사 W - 오오니시 타케하루
- 항해사 M - 이와나가 테츠야
- 항해사 B - 도몬 진
- 파라다이스 킹 - 오오츠카 아키오
- 페가수스 - 코바야시 사치코

## 스태프
- 원작 : 우스이 요시토 《크레용 신짱》
- 캐릭터 원안 : 우스이 요시토
- 작화감독 : 하라 카츠노리, 츠츠미 노리유키, 마마다 마스오
- 미술감독 : 카와이 켄, 아마미즈 마사루
- 캐릭터 디자인 : 유아사 마사아키, 하라 카츠노리
- 촬영감독 : 우메다 토시유키
- 점토 애니메이션 : 이시다 타쿠야
- 음악 : 아라카와 토시유키, 미야자키 신지
- 녹음감독 : 오오쿠마 아키라
- 편집 : 오카야스 하지메
- 치프 프로듀서 : 모기 히토시, 오오타 켄지, 호리우치 타카시
- 감독 · 각본 : 하라 케이이치
- 그림 콘티 : 하라 케이이치, 미즈시마 츠토무
- 연출 : 미즈시마 츠토무
- 색채 설계 : 노나카 사치코
- 동화 체크 : 오하라 켄지
- 동화 : 스튜디오 정글짐, 교토 애니메이션, 신에이 동화, 무겐칸, 도가코보, M.I, 매드하우스, 가람
- 마무리 : 교토 애니메이션, 오피스 푸우, 라이트 풋, 스튜디오 로드, M.I, 매드하우스, 트레이스 스튜디오 M
- 특수효과 : 마에카와 타카시, 야마모토 코우
- 배경 : 스튜디오 유니, 아틀리에 로쿠
- 촬영 : 아사히 프로덕션
- 디지털 합성 : 스에히로 타카시, 시모무라 하쿠분
- CGI : 츠츠미 노리유키
- 음향제작 : 오디오 플래닝 유
- 녹음 스튜디오 : APU 스튜디오
- 믹서 : 오오시로 히사노리
- 어시스턴트 믹서 : 타구치 노부타카, 우치야마 히로아키, 타나카 아키요시, 야마모토 히사시, 카네코 토시야, 타카츠카 유스케, 츠지 마코토
- 음향제작 어시스턴트 : 이자와 토모이
- 음향제작 데스크 : 카토 토모미, 야마구치 사야카
- 효과 : 마츠다 아키히코 (피즈 사운드 크리에이션)
- 효과 조수 : 키타카타 하타미, 하라다 아츠시
- 음악협력 : 이매진, 사이토 유지, 코지리료 하지메
- 스코어 믹서 : 나카무라 아츠시
- 편집 : 코지마 토시히코, 나카하 유미코, 무라이 히데아키, 카와사키 아키히로, 미야케 요시키
- 타이틀 : 미치카와 아키라
- 현상 : 도쿄 현상소
- 기술협력 : 모리 미키오, 카와히가시 츠토무
- 디지털 광학녹음 : 니시오 노보루
- 애니메이션 제작 : 신에이 동화
- 프로듀서 : 야마카와 준이치, 와다 야스시, 이와모토 타로, 이쿠다 히데타카
- 제작 데스크 : 타카하시 와타루, 카이세이 사토시
- 제작진행 : 키노 타케시, 니시카와 아키히코, 타카하시 레나, 히로카와 코우지
- 제작협력 : 테레비 아사히, ASATSU-DK, 신에이 동화
- 제작 : 신에이 동화, 테레비 아사히, ASATSU-DK
- 배급 : 토호

### 원화
- 스에요시 유우이치로, 유아사 마사아키, 오오츠카 마사미, 사토 마사히로, 오오모리 타카토시, 하리가야 히데오
- 마츠야마 마사히코, 후루카와 나오야, 스즈키 다이시, 쿠기미야 히로시, 아라카와 마사츠구, 시미즈 히로시
- 안도 마사히로, 요시다 타다카츠, 호시노 마모루, 요네다 미츠요시, 타카쿠라 요시히코, 이즈미 키누코
- 하야시 타카후미, 오오쿠보 오사무, 이시이 사토미, 시노하라 마키코, 우메시바 고로, 하시모토 히데키
- 후루야마 타쿠미, David Johnson, 테라토 치히로, 요시다 토모요, 카네코 시즈에, 와카마츠 타카시
- 하라 카츠노리, 츠츠미 노리유키, 마마다 마스오

## 목소리 출연
- 박영남 - 짱구
- 오세홍 - 짱구 아빠
- 강희선 - 짱구 엄마 / 맹구
- 여민정 - 짱아 / 철수 / 훈이 엄마 / 미미
- 장경희 - 유리 / 흰둥이
- 정혜옥 - 훈이 / 고순희 / 지혜
- 하은진 - 채성아 / 유리 엄마
- 윤여진 - 나미리 / 철수 엄마 / 수지
- 현경수 - 액션가면 / 원장
- 성완경 - 파라다이스 킹
- 김기흥 - 짱구 할아버지
- 이장우 - 고지식 박사
- 이현우 - 선장

#### MBC
- 이미자 - 짱구
- 손원일 - 짱구 아빠
- 박영희 - 짱구 엄마 / 유리
- 김서영 - 짱아
- 김지영 - 흰둥이
- 배정민 - 철수
- 이자옥 - 훈이
- 정남 - 맹구
- 안지환 - 액션가면
- 이인성 - 파라다이스 킹
- 안장혁
- 김용준
- 채의진
- 최한
- 이상훈

## VHS·DVD
- VHS - 2001년 3월 25일 반다이 비주얼에서 발매
- DVD - 2003년 4월 25일 반다이 비주얼에서 발매

## 같이 보기
- 짱구는 못말려 (영화 시리즈)
- 짱구는 못말려의 등장인물 목록